# Джейк Съли
Джейк Съли е главният герой в фентъзи поредицата „Аватар“.
Съли служи в Морската пехота на САЩ като пехотинец, но е след нараняване, което го оставя парализиран от кръста надолу. След като разбира, че брат му Том е убит, Джейк се съгласява да го смени в програмата „Аватар“ на планетата Пандора, където хората дистанционно управляват На'ви хибриди за безопасно навигиране на планетата. Изгубен в горите на Пандора, Джейк е нападнат от хищници, но Нейтири, женско На'ви, го спасява. След като се влюбва в Нейтири, Джейк се опълчва на „РДА“, като става шестия Торук Макто и води битка с На'ви срещу „РДА“.
Героят е изигран от Сам Уъртингтън в „Аватар“ (2009) и продълженията „Аватар: Природата на водата“ (2022) и „Аватар 3“ (2025). Той също се появява и в литературни източници, като комиксите на „Дарк Хорс Комикс“. В българските дублажи Джейк се озвучава от Васил Бинев във войсоувър дублажа на първия филм, записан в студио „Медиа Линк“ през 2014 г. и Петър Бонев в нахсинхронните дублажи на двата филма в студио „Александра Аудио“ през 2022 г.

## Награди
Уъртингтън печели „Сатурн“ за най-добър актьор.